# 张宿增四
長蛇座44，又名BD-22 2946，HD 91550、SAO 178979、HR 4145，是長蛇座的一颗恒星，视星等为5.08，位于銀經266.62，銀緯29.27，其B1900.0坐标为赤經10h 29m 15.4s，赤緯-23° 29.27′ 47″。